# Mario Erb
Mario Erb (* 16. Juni 1990 in München) ist ein deutscher Fußballspieler. Der überwiegend als Innenverteidiger eingesetzte ehemalige Junioren-Nationalspieler wurde beim FC Bayern München ausgebildet und war bislang meist für Drittligisten aktiv.

## Karriere

### Vereine
Erb begann beim ESV München mit dem Fußballspielen und wechselte nach einem Probetraining als Siebenjähriger zum FC Bayern München. Dort durchlief er alle weiteren Jugendmannschaften und war bei den Heimspielen der Profis im Olympiastadion als Balljunge im Einsatz. 2007 wurde er mit der U17 des FC Bayern deutscher B-Jugend-Meister durch einen 1:0-Sieg im Endspiel bei Borussia Dortmund, bevor er in die U19 aufrückte, für die er in zwei Jahren in der A-Junioren-Bundesliga Süd/Südwest 41 Einsätze bestritt und vier Treffer erzielte. Nach zwei Kurzeinsätzen in der Vorsaison rückte er im Sommer 2009 in die Amateurmannschaft des FC Bayern auf, die in der 3. Liga spielte.
Nach zwei Jahren und 48 Punktspielen erfolgte der Abstieg in die Regionalliga Süd. Erb wechselte daraufhin ablösefrei zum damaligen Zweitligisten Alemannia Aachen. Für die Alemannia bestritt er – auch verletzungsbedingt – nur sechs Punktspiele und wurde teilweise auch bei der zweiten Mannschaft in der fünftklassigen NRW-Liga eingesetzt. Aachen stieg als Tabellenvorletzter aus der zweiten Liga ab. Seinen am Saisonende auslaufenden Vertrag verlängerte er im Mai 2012 für die anstehende Drittligaspielzeit um ein weiteres Jahr.
Mit dem erneuten Abstieg verließ Erb die Aachener und wechselte zum bisherigen Ligakonkurrenten SpVgg Unterhaching. Dort gelang ihm als Stammspieler mit seiner Mannschaft zum Saisonende knapp der Klassenerhalt. In seinem zweiten Jahr bei Unterhaching erfolgte 2015 der vierte Abstieg seiner Profilaufbahn. Erb blieb durch seinen Wechsel zu Rot-Weiß Erfurt jedoch in der 3. Liga. Mit den Thüringern spielte er zwei Jahre als Stammkraft in der Innenverteidigung und platzierte sich mit der Mannschaft im Mittelfeld der Tabelle, ehe er wieder in den Westen der Republik wechselte und sich 2017 dem ambitionierten, gerade in die viertklassige Regionalliga West aufgestiegenen KFC Uerdingen anschloss. Auch dort wurde er Stammspieler in der Innenverteidigung und schaffte als Mannschaftskapitän mit den Krefeldern den Durchmarsch in die Drittklassigkeit; er war somit in jener Spielklasse bereits für den fünften Verein aktiv.
Im Sommer 2019 einigten sich der KFC und Erb auf eine Auflösung des noch für ein Jahr gültigen Vertrages, anschließend wechselte er zum Regionalligaaufsteiger Türkgücü München, bei dem er einen Zweijahresvertrag erhielt. Hier wurde er auf Anhieb Stammspieler und verpasste lediglich 19 Spielminuten. Anfang März 2020 wurde der Innenverteidiger fristlos gekündigt, nachdem er das Wintertrainingslager Ende Februar verfrüht verlassen hatte, um zu seiner hochschwangeren Frau zu fahren. Mit Cheftrainer Reiner Maurer soll eine Absprache stattgefunden haben, die Kündigung erfolgte jedoch durch den Vereinspräsidenten Hasan Kivran. Ende März wurde die Kündigung wieder zurückgezogen.
Im September 2020 wurde der Vertrag von Mario Erb bei Türkgücu München aufgelöst. Daraufhin wechselte er zur 2. Mannschaft der TSG 1899 Hoffenheim in die Regionalliga Südwest.
Zur Saison 2022/2023 beendete Mario Erb seine Profi-Karriere und wechselte in seine Heimatstadt zum Kreisligisten MTV München. Er betreibt eine Fußballschule.

### Nationalmannschaft
Nach zwei Einsätzen in Vorbereitungsspielen nahm Mario Erb mit der U17-Nationalmannschaft an der vom 18. August bis 9. September 2007 in Südkorea ausgetragenen U17-Weltmeisterschaft teil und bestritt alle sieben Turnierspiele. Nach einer Halbfinalniederlage gegen Nigeria wurde die von Heiko Herrlich trainierte Mannschaft letztlich Dritter.
Nach drei Einsätzen für die U18-Nationalmannschaft scheiterte er mit der U19-Nationalmannschaft in der Qualifikation für die U19-Europameisterschaft 2009 in der Ukraine an Spanien. Anschließend rückte er in die U20-Nationalmannschaft auf, bestritt für diese von Herbst 2009 bis Frühjahr 2011 insgesamt fünf Spiele und kam dann zu keinen weiteren Länderspielen mehr.

## Erfolge
- Dritter der U17-Weltmeisterschaft 2007
- Deutscher B-Juniorenmeister 2007 (mit dem FC Bayern München)
- Thüringer Landespokalsieger 2017 (mit dem FC Rot-Weiß Erfurt)
- Aufstieg in die 3. Liga 2018 (mit dem KFC Uerdingen)
- Niederrheinpokal-Sieger 2019 (mit dem KFC Uerdingen)